# Халлиси, Коннор
Ко́ннор Ха́ллиси (англ. Connor Hallisey; 9 февраля 1993, Гранит-Бей, Калифорния, США) — американский футболист, полузащитник.

## Карьера
В составе сборной США до 18 лет Халлиси принял участие в турнире в Израиле в декабре 2010 года.
В 2011—2014 годах Халлиси обучался в Калифорнийском университете в Беркли по специальности «Бизнес-администрирование» и играл за университетскую футбольную команду «Калифорния Голден Беарз». В Национальной ассоциации студенческого спорта сыграл 72 матча, забил 12 мячей и отдал 19 результативных передач. В 2014 году попал в число полуфинальных номинантов на «Херманн Трофи», награду лучшему игроку студенческого футбола США, был включён в первую символическую сборную Конференции Pac-12 и во вторую всеамериканскую символическую сборную.
13 января 2015 года Халлиси подписал контракт с MLS. 15 января на Супердрафте MLS 2015 он был выбран в первом раунде под общим десятым номером клубом «Спортинг Канзас-Сити». Его профессиональный дебют состоялся 25 апреля в матче против «Хьюстон Динамо», в котором он вышел на замену в компенсированное время второго тайма вместо Кевина Эллиса. По окончании сезона 2015 «Спортинг КС» активировал опцию продления контракта с Халлиси. 2 сентября 2016 года Халлиси был заявлен в «Своуп Парк Рейнджерс», фарм-клуб «Спортинга Канзас-Сити» в USL, на матч следующего дня против «Рио-Гранде Валли». 19 октября в матче заключительного тура группового этапа Лиги чемпионов КОНКАКАФ 2016/17 против тринидадского «Сентрала» он забил свой первый гол в профессиональной карьере, реализовав пенальти. По окончании сезона 2016 «Спортинг Канзас-Сити» не стал продлевать контракт с Халлиси.

## Достижения
Командные
 «Спортинг Канзас-Сити»
- Обладатель Открытого кубка США: 2015

## Статистика выступлений
| Выступление                      | Выступление      | Выступление      | Лига | Лига | Плей-офф | Плей-офф | Кубок | Кубок | ЛЧ КОНКАКАФ | ЛЧ КОНКАКАФ | Итого | Итого |
| Клуб                             | Лига             | Сезон            | Игры | Голы | Игры     | Голы     | Игры  | Голы  | Игры        | Голы        | Игры  | Голы  |
| -------------------------------- | ---------------- | ---------------- | ---- | ---- | -------- | -------- | ----- | ----- | ----------- | ----------- | ----- | ----- |
| Спортинг Канзас-Сити             | MLS              | 2015             | 13   | 0    | 0        | 0        | 4     | 0     | —           | —           | 17    | 0     |
| Спортинг Канзас-Сити             | MLS              | 2016             | 17   | 0    | 0        | 0        | 2     | 0     | 4           | 1           | 23    | 1     |
| Спортинг Канзас-Сити             | Итого            | Итого            | 30   | 0    | 0        | 0        | 6     | 0     | 4           | 1           | 40    | 1     |
| Своуп Парк Рейнджерс (фарм-клуб) | USL              | 2016             | 1    | 0    | —        | —        | —     | —     | —           | —           | 1     | 0     |
| Всего за карьеру                 | Всего за карьеру | Всего за карьеру | 31   | 0    | 0        | 0        | 6     | 0     | 4           | 1           | 41    | 1     |

Источники: Transfermarkt, Soccerway, Footballdatabase.eu.